# António José de Almeida
António José de Almeida, (phát âm tiếng Bồ Đào Nha: [ɐ̃ˈtɔniu ʒuˈzɛ dɨ aɫˈmɐjdɐ]; 27 tháng 7 năm 1866 tại Penacova, São Pedro de Alva – 31 tháng 10 năm 1929 năm Lisbon), là con trai của José António de Almeida và Maria Rita das Neves, ông là chính trị gia người Bồ Đào Nha. Ông giữ chức Tổng thống Bồ Đào Nha thứ 6 từ 1919 đến năm 1923.